# علي محمد النمر
علي محمد باقر النمر سجين سياسي سعودي شارك في الاحتجاجات السعودية 2011 - 2013 خلال الربيع العربي؛ ثم اعتُقل في شباط/فبراير 2012 وحُكمَ عليه بالإعدام في مايو/أيار 2014، واعتبارًا من 23 سبتمبر 2015 ينتظر التصديق على الحكم من قبل الملك سلمان بن عبد العزيز آل سعود، الذي يتعين عليه مراجعة الحكم (حسب نظام الحكم المعمول به في المملكة).
في 7 فبراير 2021، ألغت المحكمة الجزائية المتخصصة بالرياض حكم الإعدام بحق علي النمر وأصدرت حكما بحبسه 10 سنوات قضى منها أكثر من 9 سنوات، بحسب والده محمد النمر. وقال محمد النمر عبر «تويتر»: «تنفيذا لأمر خادم الحرمين الشريفين ألغت المحكمة الجزائية المتخصصة بالرياض قبل قليل حكم الإعدام بحق علي محمد النمر وقضت بحبسه 10 سنوات».

## الخلفية، الاعتقال ثم الحكم
شارك النمر في الاحتجاجات السعودية 2011 - 2013 التي تزامنت مع ثورات الربيع العربي، واستنادا إلى حكم المحكمة فالنمر «شجع وساند الاحتجاجات المؤيدة للديمقراطية من خلال تحريض باقي المواطنين على الخروج للتظاهرات باستعمال هاتفه من طراز بلاك بيري». اعتقل النمر في 14 شباط/فبراير 2012؛ ووفقا لرواية الوالد فإن شرطة سرية هي من قامت بالهجوم على ابنه في ليلة مقمرة ثم استهدفته بسياراتها مما تسبب له في كسور متعددة وإصابات أخرى تفاوتت بين المتوسطة والخطيرة مما اضطر لنقله على وجه السرعة للمستشفى ومكث هناك لعدة أيام؛ ثم اقتيد بعدها من طرف المديرية العامة للمباحث إلى سجن في الدمام وذكرت جمعيات حقوقية أن باقر تعرض للتعذيب أثناء احتجازه.
في 27 أيار/مايو 2014؛ حُكم على النمر بالإعدام بتهمة المشاركة في المظاهرات المناهضة للحكومة وامتلاك سلاح ثم استخدام العنف. وقد قدم استئناف في محاكم المملكة العربية السعودية إلا أن المحكمة الجزائية المتخصصة رفضت طلبه بناء على ما جاء في القانون السعودي.

## الأحداث اللاحقة
شكلت محاكمة النمر مادة دسمة للصحافة التي أكدت أنه لم يحظى بمحكمة عادلة بناء على تقارير عديدة نشرها خبراء في الأمم المتحدة على رأسهم كريستوف هينز العامل في منظمة العفو الدولية، والذي طالب بتوقيف حكم الإعدام فورا كما فعل الرئيس الفرنسي فرانسوا هولاند نفس الأمر جنبا إلى جنب مع رئيس الوزراء مانويل فالس. هذا وتجدر الإشارة إلى أن علي النمر هو ابن شقيق الشيخ نمر باقر النمر الذي كان واحدا من بين الـ 47 شخصا الذين نُفذت في حقهم أحكام إعدام جماعية عام 2016.
قالت منظمة العفو الدولية (منظمة غير حكومية) أن المحاكمة كانت غير عادلة، واصفة إياها بأنها «معيبة»؛ كما زعمت نفس المنظمة أن السلطات في السعودية رفضت السماح للنمر بالوصول إلى محاميه كما رفضت السماح له بامتلاك قلم وورق، ورفضت أيضا طلب محاميه استجواب الشهود، ولم تبلغ السلطات عمدا _حسب نفس المنظمة_ محامي النمر عن تواريخ عدة جلسات في المحكمة.
في أيلول/سبتمبر 2015، تحرك المجتمع الدولي في المملكة المتحدة بما في ذلك زعيم المعارضة جيريمي كوربين وضغط على حكومة المملكة المتحدة من أجل مطالبة السلطات في السعودية بوقف تنفيذ الحكم. أما كريستوف هينز مقرر الأمم المتحدة الخاص والمعني بحالات الإعدام خارج القضاء أو بالإجراءات الموجزة والتعسفية بالإضافة إلى بينبام مزمور رئيس لجنة حقوق الطفل جنبا إلى جنب مع غيرهم من خبراء الأمم المتحدة لحقوق الإنسان قد أكدوا على أن محاكمة النمر محاكمة غير عادلة مطالبين الحكومة السعودية بوقف تنفيذ الحكم الصادر في حقه؛ كما دعوا إلى تمتيع «الجاني» بكافة حقوقه. وفي 23 و24 سبتمبر/أيلول، طالب الرئيس الفرنسي فرانسوا هولاند ورئيس الوزراء مانويل فالس السلطات السعودية بإلغاء حكم الإعدام.
في 27 أيلول/سبتمبر 2015، ادعى أنونيموس أنه قام بتعطيل العديد من المواقع السعودية الحكومية لعدة ساعات احتجاجا على حكم الإعدام، حيث كتب جملة في كل تلك المواقع التي استهدفها قائلا: «لن نقف موقف المتفرج... نحن لن نسمح لهذا بأن يحدث».
واعتبارًا من 2 أكتوبر 2015 تم إطلاق عريضة إلكترونية من قبل آفاز تدعو إلى إلغاء الحكم الصادر في حق باقر النمر؛ وقد حصدت العريضة مليون توقيع في أقل من 24 ساعة.

## ألغاء الحكم
في 7 فبراير 2021، ألغت المحكمة الجزائية المتخصصة، التي تتولى قضايا الإرهاب، حكم الإعدام بحق علي وأصدرت حكما بحبسه 10 سنوات، قضى منها أكثر من 9 سنوات. ويأتي هذا الألغاء تنفيذا إلى الأمر الملكي الصادر بإلغاء عقوبة الإعدام بحق القُصر، وتحديد الحد الأقصى لأحكام السجن ضدهم بما لا يتجاوز 10 سنوات.
وكانت هيئة حقوق الإنسان السعودية قد أعلنت في أبريل 2020 عن صدور أمر ملكي بإلغاء عقوبة الإعدام بحق الأفراد الذين ارتكبوا جرائم وهم قُصر، وتحديد مدة السجن بما لا تتجاوز الـ10 سنوات في دور إصلاح الأحداث.
واعتقلت السلطات السعودية علي النمر عام 2012 عندما كان يبلغ من العمر 17 عاما بعد مشاركته في احتجاجات في القطيف، ذات الأغلبية الشيعية، بالمنطقة الشرقية، بتهمة الانضمام إلى جماعة إجرامية ومهاجمة قوات الشرطة من بين تهم أخرى.
ونفذت السلطات السعودية حكم الإعدام بحق عمه نمر النمر، أحد أبرز رجال الدين الشيعة بالمملكة، في ينايرعام 2016، بتهم تتعلق بالإرهاب والتحريض على الفتنة الطائفية والاحتجاجات.